# FAM107A
FAM107A‏ (Family with sequence similarity 107 member A) هوَ بروتين يُشَفر بواسطة جين FAM107A في الإنسان.